# Número altamente totiente
Un número altamente totiente {\displaystyle k} es un número entero para el que existen más soluciones a la ecuación {\displaystyle \phi (x)=k} (donde {\displaystyle \phi } es la función φ de Euler), que para cualquier número entero precedente. Los primeros números altamente totientes son
1, 2, 4, 8, 12, 24, 48, 72, 144, 240, 432, 480, 576, 720, 1152, 1440 (sucesión A097942 en OEIS), con 1, 3, 4, 5, 6, 10, 11, 17, 21, 31, 34, 37, 38, 49, 54 y 72 soluciones totientes respectivamente.
La secuencia de números altamente totientes es un subconjunto de la secuencia de los números más pequeños {\displaystyle k} con exactamente {\displaystyle n} soluciones a la ecuación {\displaystyle \phi (x)=k}.
El totiente de un número {\displaystyle x}, con factorización prima {\displaystyle x=\prod _{i}p_{i}^{e_{i}}}, es el producto:
{\displaystyle \phi (x)=\prod _{i}(p_{i}-1)p_{i}^{e_{i}-1}.}
Por lo tanto, un número altamente totiente es un número que tiene más formas de expresarse como un producto de esta forma que cualquier número más pequeño.
El concepto es algo análogo al de número altamente compuesto, y de la misma manera que 1 es el único número impar altamente compuesto, también es el único número impar altamente totiente (de hecho, el único número impar que no es un número no totiente). Y así como hay una cantidad infinita de números altamente compuestos, también hay una cantidad infinita de números altamente totientes, aunque los números altamente totientes se vuelven más difíciles de encontrar cuanto mayor sean, ya que calcular la función totiente involucra la factorización en números primos, algo que se vuelve extremadamente difícil a medida que los números se hacen más grandes.

## Ejemplo
Hay cinco números (15, 16, 20, 24 y 30) cuyo número totiente es 8. Ningún entero positivo menor que 8 tiene tantos números así, por lo que 8 es altamente totiente.

## Tabla
| n  | Valores de k tales que {\displaystyle \phi (k)=n} (sucesión A032447 en OEIS) | Número de valores de k tales que {\displaystyle \phi (k)=n} (sucesión A014197 en OEIS) |
| -- | ---------------------------------------------------------------------------- | -------------------------------------------------------------------------------------- |
| 0  |                                                                              | 0                                                                                      |
| 1  | 1, 2                                                                         | 2                                                                                      |
| 2  | 3, 4, 6                                                                      | 3                                                                                      |
| 3  |                                                                              | 0                                                                                      |
| 4  | 5, 8, 10, 12                                                                 | 4                                                                                      |
| 5  |                                                                              | 0                                                                                      |
| 6  | 7, 9, 14, 18                                                                 | 4                                                                                      |
| 7  |                                                                              | 0                                                                                      |
| 8  | 15, 16, 20, 24, 30                                                           | 5                                                                                      |
| 9  |                                                                              | 0                                                                                      |
| 10 | 11, 22                                                                       | 2                                                                                      |
| 11 |                                                                              | 0                                                                                      |
| 12 | 13, 21, 26, 28, 36, 42                                                       | 6                                                                                      |
| 13 |                                                                              | 0                                                                                      |
| 14 |                                                                              | 0                                                                                      |
| 15 |                                                                              | 0                                                                                      |
| 16 | 17, 32, 34, 40, 48, 60                                                       | 6                                                                                      |
| 17 |                                                                              | 0                                                                                      |
| 18 | 19, 27, 38, 54                                                               | 4                                                                                      |
| 19 |                                                                              | 0                                                                                      |
| 20 | 25, 33, 44, 50, 66                                                           | 5                                                                                      |
| 21 |                                                                              | 0                                                                                      |
| 22 | 23, 46                                                                       | 2                                                                                      |
| 23 |                                                                              | 0                                                                                      |
| 24 | 35, 39, 45, 52, 56, 70, 72, 78, 84, 90                                       | 10                                                                                     |
| 25 |                                                                              | 0                                                                                      |
| 26 |                                                                              | 0                                                                                      |
| 27 |                                                                              | 0                                                                                      |
| 28 | 29, 58                                                                       | 2                                                                                      |
| 29 |                                                                              | 0                                                                                      |
| 30 | 31, 62                                                                       | 2                                                                                      |
| 31 |                                                                              | 0                                                                                      |
| 32 | 51, 64, 68, 80, 96, 102, 120                                                 | 7                                                                                      |
| 33 |                                                                              | 0                                                                                      |
| 34 |                                                                              | 0                                                                                      |
| 35 |                                                                              | 0                                                                                      |
| 36 | 37, 57, 63, 74, 76, 108, 114, 126                                            | 8                                                                                      |
| 37 |                                                                              | 0                                                                                      |
| 38 |                                                                              | 0                                                                                      |
| 39 |                                                                              | 0                                                                                      |
| 40 | 41, 55, 75, 82, 88, 100, 110, 132, 150                                       | 9                                                                                      |
| 41 |                                                                              | 0                                                                                      |
| 42 | 43, 49, 86, 98                                                               | 4                                                                                      |
| 43 |                                                                              | 0                                                                                      |
| 44 | 69, 92, 138                                                                  | 3                                                                                      |
| 45 |                                                                              | 0                                                                                      |
| 46 | 47, 94                                                                       | 2                                                                                      |
| 47 |                                                                              | 0                                                                                      |
| 48 | 65, 104, 105, 112, 130, 140, 144, 156, 168, 180, 210                         | 11                                                                                     |
| 49 |                                                                              | 0                                                                                      |
| 50 |                                                                              | 0                                                                                      |